# 1130年代
1130年代（せんひゃくさんじゅうねんだい）は、西暦（ユリウス暦）1130年から1139年までの10年間を指す十年紀。

## できごと

### 1130年
- ノルマン人ルッジェーロ2世が南イタリア・シチリアにシチリア王国を建国。
- 南モロッコのアトラス山脈付近にムワッヒド朝が成立。
- アナクレトゥスのシスマ。

### 1132年
- 遼の皇族耶律大石が西遼を建国。カラハン朝を滅ぼす。

### 1135年
- 金、熙宗が第3代皇帝に即位（-1149年）
- イングランド王国、スティーブンが国王に即位。内乱へ（-1153年）

### 1137年
- アラゴン王国とバルセロナ伯国の連合によるアラゴン連合王国の成立。

### 1138年
- コンラート3世がホーエンシュタウフェン朝の初代ローマ王に即位。

### 1139年
- アフォンソ1世がポルトガル王を称する。